# Danny Jacobs
Daniel Charles „Danny” Jacobs, Jr. (ur. 7 lipca 1968 w Detroit w Michigan) – amerykański aktor komediowy i głosowy.
Uczęszczał do St. Matthew Elementary, Bishop Gallagher High School. Naukę kontynuował w dwuletniej szkole handlowej w Wayne State University. W 1988 przeniósł się na University of Arizona, gdzie ukończył studia na wydziale teatralno-muzycznym. Pracował w regionalnych teatrach w całym kraju.

## Filmografia
- 2007: Wielkie kino (Epic Movie) jako Borat Sagdiyev / Pirat z zakrytym okiem
- 2008: Madagaskar 2 (Madagascar: Escape 2 Africa) jako Turysta z nowojorskim T-Shirtem (głos)
- 2009: Madagwiazdka (Merry Madagaskar) jako król Julian (głos)
- 2012: Madagaskar 3 (Madagascar 3: Europe's Most Wanted) jako Właściciel cyrku/Krupier (głos)
- 2012: Liga Sprawiedliwych: Zagłada (Justice League: Doom) jako agent specjalny Porter (głos)
- 2014: Pingwiny z Madagaskaru (Penguins of Madagascar) jako król Julian (głos)

## Seriale TV
- 1999: Futurama – głos
- 2007: Mad Men jako Yoram Ben Shulhai
- 2008–2015: Pingwiny z Madagaskaru (The Penguins of Madagascar) jako król Julian, Roy, różne postacie (głos)
- 2010–2012: Kick Strach się bać (Kick Buttowski: Suburban Daredevil) jako Rowdy Remington (głos)
- 2012: Ben 10: Ultimate Alien jako kapitan / komunikat policyjny / Dr Pervis (głos)
- 2012: Wojownicze Żółwie Ninja (Teenage Mutant Ninja Turtles) jako wąż/Snakeweed (głos)
- 2013: Zakochany Madagaskar (Madly Madagascar) jako król Julian (głos)
- 2013: Młodzi Tytani: Akcja! (Teen Titans Go!) jako George Washington (głos)
- 2014: Niech żyje król Julian (All Hail King Julien) jako król Julian (głos)
- 2015: Miles z przyszłości (Miles from Tomorrowland) jako Admirał Watson (głos)